# スタディオヌル・ヨン・オブレメンコ
CSウニヴェルシタテア・クラヨーヴァ（Stadionul Ion Oblemenco）は、ルーマニア・ドルジュ県クラヨーヴァにあるサッカー専用スタジアム。CSウニヴェルシタテア・クラヨーヴァとFCウニヴェルシタテア・クラヨーヴァがホームスタジアムとして使用している。

## 概要
2015年9月7日、この地にあった旧スタジアムを取り壊して新スタジアムの建設工事がスタートした。こけら落としは2017年11月10日に行われたCSウニヴェルシタテア・クラヨーヴァ対SKスラヴィア・プラハの試合であり、30,000人もの観客を動員した。
スタジアム名の「ヨン・オブレメンコ」は、1970年代にCSウニヴェルシタテア・クラヨーヴァで活躍した元ルーマニア代表のヨン・オブレメンコから取られている。

## 開催された主な試合
- 国際Aマッチ

| 日付          | ホームチーム | 結果 | アウェーチーム | ラウンド |
| ------------- | ------------ | ---- | -------------- | -------- |
| 2018年3月27日 | ルーマニア   | 1-0  | スウェーデン   | 親善試合 |

## ギャラリー

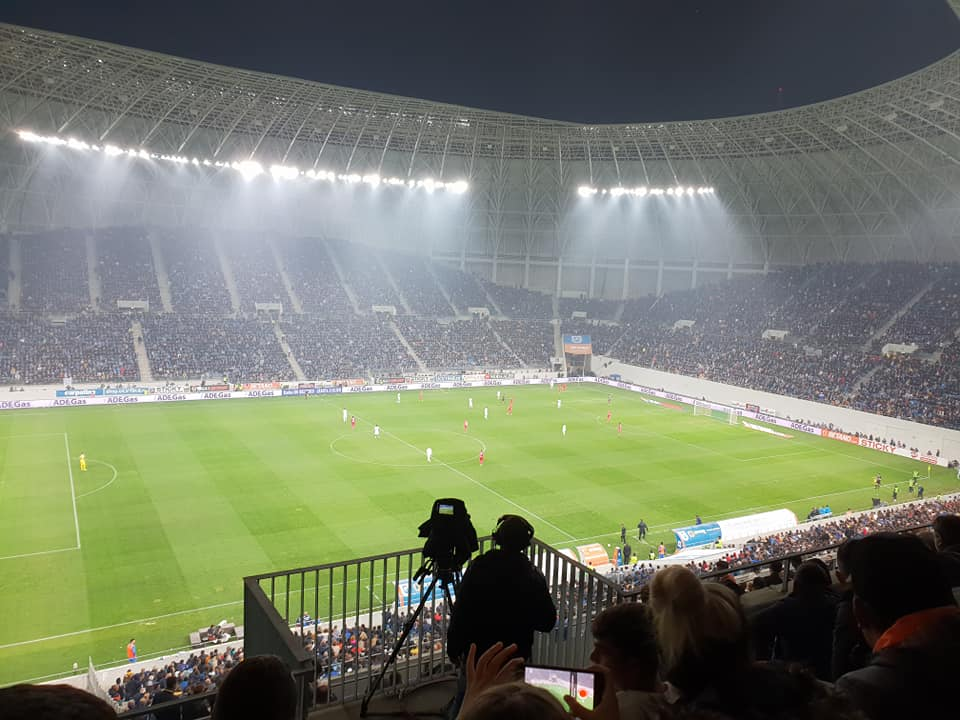
2018年の内観